# Посольский сор
Посо́льский сор (Залив Сор, Сор Посольского монастыря) — мелководный залив-сор на юго-восточном побережье Байкала в Республике Бурятия.

## География
Посольский сор находится в 25 км к юго-западу от дельты реки Селенги, крупнейшего притока Байкала. Расположен между устьями рек Большая Култушная на юге и Большая Речка на северо-востоке. По мнению геофизиков, сор образовался при происшедшем здесь в сравнительно недавнем прошлом (в пределах одного—двух тысячелетий) погружении под воду участка суши площадью 35—40 км². Аналогично в XIX веке образовался залив Провал.
Длина сора с юга на северо-восток — 10 км, максимальная ширина — 4,9 км, площадь — около 40 км². Залив отделён от Байкала узкими песчаными косами, Северной и Южной, имеющих на топографических картах общее название — полуостров Карга. Южная коса имеет длину 7 км — это самая протяжённая молодая коса на Байкале. Ширина её колеблется от 30 до 200 м. Северная коса в пределах Посольского сора имеет длину 2,5 км (далее протягивается более чем на 3 км до села Посольское, отделяя от Байкала залив Малый сор и устье реки Большая Речка). Между косами существует пролив Прорва шириной до 700 метров, по которому осуществляется выход вод из залива. Воды глубоководной части Байкала проникают в сор только во время сильных штормов и бурь, благодаря этому в заливе присутствует особый микроклимат.
В Посольском соре обитает множество животных и растений, также здесь размножается байкальский омуль.
Сором в Прибайкалье называется закрытый песчаной косой мелководный залив. Летом вода здесь прогревается до +20—22 °C и вполне комфортна для купания. Вода в соре менее прозрачна, дно, как правило, покрыто водорослями. Поэтому именно здесь жируют «со́ровые» рыбы: плотва, карась, окунь и щука. Таких заливов на Байкале несколько. Посольский сор — наиболее близкий к железной и автомобильной дорогам — Транссибирской магистрали и федеральной трассе «Байкал». Расстояние от Улан-Удэ — 120 км, от Иркутска — 310 км. Ближайшие железнодорожние станции — Посольская и Мысовая (город Бабушкин).

## Туризм
Посольский сор — популярное место летнего отдыха на восточном берегу Байкала. Часть акватории и юго-восточное побережье залива входят с 1999 года в рекреационную местность Байкальский прибой — Култушная, площадью в 10452 га, где расположены туристические комплексы, гостиницы и различные объекты инфраструктуры. Имеется около 60 баз отдыха: в зоне отдыха «Байкальский прибой» насчитывается 37 баз, в зоне отдыха «Култушная» — 22. Есть набережная с освещением, прокат лодок, скутеров, работают летние кафе и спортивные площадки. Туристов привлекает тёплая вода, песчаный берег, большое количество гостиниц и разнообразные развлечения. Популярными местами отдыха также являются ближайшие населённые пункты — Байкальский Прибой, Боярский, Посольское. В заливе проводятся ежегодные соревнования по виндсерфингу.